# Vincent Schiavelli
Vincent Andrew Schiavelli (n. 11 noiembrie 1948, New York City, New York, SUA – d. 26 decembrie 2005, Polizzi Generosa, Sicilia, Italia) a fost un actor de personaj american. Recunoscut datorită trăsăturilor sale faciale, acesta a fost diagnosticat în copilărie cu sindromul Marfan.
Schiavelli a ajuns celebru datorită rolurilor sale secundare, printre acestea fiind Fredrickson în One Flew Over the Cuckoo's Nest (1975), Mr. Vargas în Colegiul Ridgemont⁠(d) (1982), Fantoma din metrou în Fantoma mea iubită (1990), Organ Grinder în Batman revine (1992), Chester în The People vs. Larry Flynt (1996), Dr. Kaufman în Tomorrow Never Dies (1997) și directorul ABC Maynard Smith în Omul in Lună⁠(d) (1999).

## Biografie
Schiavelli s-a născut în Brooklyn într-o familie siciliano-americană, fiul lui John Schiavelli și al lui Katherine Coco. A urmat cursurile Liceului Bishop Loughlin Memorial⁠(d) din Brooklyn. A studiat actoria în programul de teatru din cadrulUniversității din New York și a început să cânte în anii 1960.

### Cariera
Primul său rol de film a fost în producția lui Miloš Forman din 1971 Taking Off⁠(d), în care a jucat rolul unui consilier care îi învăța pe părinții unor adolescenți fugiți de acasă să fumeze marijuana pentru a înțelege mai bine experiențele propriilor copii. A obținut numeroase roluri secundare datorită aptitudinilor sale și a morfologiei faciale, inclusiv în One Flew Over the Cuckoo's Nest, Amadeus, The People vs. Larry Flynt, Valmont⁠(d) și Man on the Moon .
Acesta l-a interpretat pe domnul Vargas, profesorul de biologie, în comedia din 1982 Colegiul Ridgemont, rol pe care l-a reluat în spin-off-ul din 1986 Fast Times⁠(d). A obținut un rol similar în filmul Better Off Dead⁠(d).
În 1987, a jucat alături de Tim Conway⁠(d) în scurtmetrajele Dorf on Golf⁠(d), iar apoi în Dorf and the First Games of Mount Olympus⁠(d) în 1988. În 1990, a interpretat Fantoma din metrou în filmul Fantoma mea iubită, iar în 1992, a jucat în Batman Returns în rolul lui Organ Grinder, unul dintre slujitorii lui Penguin⁠(d). A mai apărut în 007 și imperiul zilei de mâine (1997), Aventurile lui Buckaroo Banzai (1984) și The Frisco Kid⁠(d) (1979). În 1994 a apărut în videoclipul melodiei „Breaakaway⁠(d)” al formației ZZ Top, iar în 1997 a fost desemnat unul dintre cei mai buni actori de personaj din America de către revista Vanity Fair. A realizat vocea mai multor personaje în serialul animat Hey Arnold!.
Primul său rol în televiziune a venit în 1972 - Peter Panama în The Corner Bar⁠(d), prima portretizare a unui personaj gay la televiziunea americană. Printre proiectele sale de televiziune se numără The Moneychangers⁠(d), Buffy the Vampire Slayer, WKRP în Cincinnati⁠(d), Benson⁠(d) și Taxi. Acesta a apărut în episodul „The Arsenal of Freedom” al serialului Star Trek: The Next Generation, în Miami Vice și într-un rol necreditat într-un episod al serialului Punky Brewster⁠(d). În 1987, a jucat rolul lui Lyle, un gangster, în episodul „Soft Touch” din sezonul 2 al emisiunii MacGyver. În Highlander: The Series, el l-a interpretat pe Leo Atkins, un veteran fără adăpost al Războiului din Vietnam acuzat de crimă în episodul „Innocent Man” din sezonul 1. A apărut în episodul „Humbug⁠(d)” din Dosarele X în rolul lui Lanny.
Schiavelli a fost copreședinte de onoare al Fundației Naționale Marfan, o organizație care îi ajută pe cei afectați de sindromul Marfan.

## Viața personală
Schiavelli a fost căsătorit de două ori. Acesta și prima sa soție, actrița Allyce Beasley⁠(d), au fost căsătoriți între 1985 și 1988. Cuplul a apărut împreună într-un episod din Moonlighting, serialul de televiziune al lui Beasley. Schiavelli și Beasley au avut împreună un fiu, compozitorul Andrea Schiavelli. Vincent Schiavelli s-a căsătorit apoi cu Carol Sue Mukhalian pe 23 octombrie 1992. Au rămas căsătoriți până la moartea sa.

## Moartea
Schiavelli a murit de cancer pulmonar pe 26 decembrie 2005, la domiciliul său din Polizzi Generosa, orașul sicilian în care s-a născut bunicul său Andrea Coco și despre care a scris în cartea sa din 2002 Many Beautiful Things: Stories and Recipes from Polizzi Generosa (ISBN: 0-7432-1528-1 ). Schiavelli a fost înmormântat în cimitirul Polizzi Generosa, situat lângă Palermo, Sicilia.

## Filmografie
- 1971 Taking Off - Schiavelli
- 1972 The Corner Bar - Peter Panama
- 1974 The Great Gatsby - Thin Man (necreditat)
- 1974 For Pete's Sake - Grocery Clerk
- 1975 The Happy Hooker - Music Guru
- 1975 One Flew Over the Cuckoo's Nest - Bruce Frederickson
- 1976 Next Stop, Greenwich Village - Rent Party Guest (necreditat)
- 1976 Angels - "Tex"
- 1977 Another Man, Another Chance - Train Traveler (necreditat)
- 1978 An Unmarried Woman - Man At Party
- 1978 Rescue from Gilligan's Island - Dimitri
- 1979 Butch and Sundance: The Early Days - Guard
- 1979 The Frisco Kid - Brother Bruno
- 1980 Escape - J.W. White
- 1980 White Mama - Medic
- 1980 The Gong Show Movie - Mario Romani
- 1980 Nightside - Tom Adams
- 1980 Seed of Innocence - Leo
- 1980 The Return - Prospector
- 1981 American Pop[7] - Theatre Owner
- 1981 Comedy Of Horrors - Gregory
- 1981 Chu Chu and the Philly Fl-h - B.J.
- 1981 The Gangster Chronicles - Jacob "Gurrah" Shapiro
- 1982 Night Shift - Carl
- 1982 F-t Times at Ridgemont High - Mr. Varg-
- 1983 The Selling of Vince D'Angelo - Vince's Right Hand Man
- 1983 Little Shots - Joe "Smokey Joe"
- 1984 Kidco - Phil Porzinski
- 1984 Buckaroo Banzai - John O'Connor
- 1984 Amadeus - Salieri's Valet
- 1984 The Ratings Game - Skip
- 1984 Johnny Dangerously - Roman Moronie's Building Planner (necreditat)
- 1985 Lots of Luck (TV Movie) - "Skinny"
- 1985 Better Off Dead - Mr. Kerber
- 1986: Remington Steele - Leon Pulver (4x10)
- 1987: MacGyver - Lyle
- 1987 Bride of Boogedy - Lazarus, The Gravedigger
- 1988 Time Out - The Receptionist
- 1989 Cold Feet - Vet
- 1989 Homer and Eddie - Priest
- 1989 Playroom - Roman Hart
- 1989 Valmont - Jean
- 1990 Waiting for the Light - Mullins
- 1990 Mister Frost - Angelo, Desk Clerk
- 1990 Ghost - Subway Ghost
- 1990 Penny Ante: The Motion Picture - Davidson
- 1991 Another You - Dentist
- 1991 Ted & Venus - Publisher
- 1992 Batman Returns - Organ Grinder
- 1992 Miracle Beach - Mystic
- 1993 Painted Desert - Harry
- 1994 The Lurking Fear - Knaggs
- 1994 Cultivating Charlie - Martin
- 1994 Corpse Killer (Game Digital Pictures) - Hellman
- 1995 3 Ninj- Knuckle Up - The Mayor
- 1995 Escape to Witch Mountain - Waldo Fudd
- 1995 A Little Princess - Mr. Barrow
- 1995 Lord of Illusions - Vinovich
- 1995 The Courtyard - Ivan
- 1995 Brother's Destiny - Davinport
- 1996 Two Much - Sommelier
- 1996 Back to Back - Leonardo
- 1996 The People vs. Larry Flynt - Chester
- 1997 The Beautician and the Be-t - Jailer
- 1997 Tomorrow Never Dies - Dr. Kaufman
- 1998 C-per Meets Wendy - Dr. Matthew Jeeder, M.D.
- 1998 Love Kills - Emmet
- 1998 Restons groupés - Gary
- 1998 Rusty: A Dog's Tale - Carney Boss
- 1998 Milo - Dr. Matthew
- 1999 Inferno - Mr. Singh
- 1999 American Virgin - Cab Driver
- 1999 Treehouse Hostage - Gardener (necreditat)
- 1999 Man on the Moon - Maynard Smith, ABC Executive
- 1999 The Prince and the Surfer - Baumgarten
- 2000 3 Strikes - Cortino
- 2000 The Pooch and the Pauper - Willy Wishbow
- 2001 American Saint - Charley Grebbini
- 2001 Snow White: The Fairest of Them All - Wednesday (Yellow)
- 2002 Death to Smoochy - Buggy Ding Dong
- 2002 Hey Arnold!: The Movie - Mr. Bailey (voice)
- 2002 Solino - Director Baldi
- 2002 The 4th Tenor - Marcello
- 2003 Ferrari - Mr. Paradise
- 2003 Baggage - Thom- Horelick, The Blind Man
- 2003 Gli Indesiderabili - Frank Frigenti
- 2003 Baad-ssss! - Jerry
- 2005 La bambina dalle mani sporche - Silva Roibes
- 2005 Once Upon a Time in Polizzi - Himself
- 2005 Miracle in Palermo! - Federico II
- 2006 Nuovomondo - Marriage Broker, On Board The Ship
- 2007 Oliviero Rising - Albino
- 2010 The P-sport (Short) - Inspector Manuel Silvera (ultimul rol de film)
- 2014 Tanti Beddi Cosi - (Scene de arhivă)